# NK Polet Tuhovec
ŠNK Polet je nogometni klub iz Tuhovca.
Trenutno se natječe u 1. ŽNL Varaždinskoj.